# BurgerTime
BurgerTime é um jogo de arcade produzido e desenvolvido pela indústria japonesa Data East em 1982. O jogo era originalmente chamado de Hamburger no Japão, mas foi rebatizado de BurgerTime ao ser introduzido nos Estados Unidos pela Bally Midway. O jogo põe o jogador no papel de um mestre-cuca ("Peter Pepper", traduzido para português mais ou menos como "Pedro Pimenta") que deve montar um hambúrguer derrubando suas camadas em bandejas, enquanto foge de comidas ambulantes num labirinto. O jogo foi relançado várias vezes, para Atari 2600, Commodore 64, ColecoVision, Nintendo Entertainment System, Intellivision, TI99/4A, Apple II, MS-DOS, Game Boy (versão intitulada BurgerTime Deluxe e relançada no Virtual Console do Nintendo 3DS em 2011) e PlayStation.

## Jogabilidade
As fases consistem de várias escadas e plataformas, nas quais se encontram ingredientes para se formar um hambúrguer gigantescos (os pães, a carne e a alface). O objetivo do jogador é fazer com que Pedro Pimenta ande sobre um desses objetos para fazer com que ele caia um nível. Ao cair, essa camada derruba a outra logo abaixo, até que o jogador consiga montar o hambúrguer nas bandejas situadas na parte inferior da tela. Ao serem montados todos os hambúrgueres, a fase é completa.
Enquanto isto acontece, várias comidas antropomorfas servem de inimigos. São elas: o Sr. Cachorro-Quente ("Mr. Hot Dog"), o Sr. Pepino ("Mr. Pickle") e o Sr. Ovo ("Mr. Egg"). Eles são destruídos temporariamente se o jogador conseguir derrubar alguma camada do hambúrguer em cima deles. Pedro também poderá usar uma quantidade limitada de pimenta, que serve para atordoar os inimigos temporariamente. Estas quantidades de pimenta podem ser obtidas ao coletar comidas bônus, como uma xícara de café, uma casquinha de sorvete e batatas fritas, que de vez em quando aparecem na tela ao serem montadas certas camadas dos hambúrgueres.

## Sequências
Uma seqüência foi planejada, chamada Pizzatime, mas ela não foi lançada devido ao crash na venda de videogames de 1983. Porém, outras seqüências foram lançadas, Super BurgerTime e Peter Pepper's Ice Cream Factory ("A Fábrica de Sorvetes de Pedro Pimenta"), mas nenhuma delas foi lançada em grande escala. Uma outra seqüência, chamada Diner, foi lançada para o Intellivision após sua compra pela INTV Corporations.
O jogo também foi lançado para Game Boy Color com personagens da série de TV Os Flintstones, sob o nome de Burgertime in Bedrock.